# Rifugio Vioz
Il rifugio "Mantova" al Vioz è un rifugio alpino situato nel gruppo Ortles-Cevedale, nel comune di Peio in Trentino Alto Adige. Con un'altezza di 3535 m s.l.m., è il secondo rifugio più alto delle Alpi Orientali, si trova infatti poco sotto la cima del Monte Vioz. Il primo rifugio venne costruito tra il 1909 ed il 1911 dalla sezione del club alpino tedesco della città di Halle, ai tempi chiamata Halle an der Saale. Fin da allora la capanna disponeva di una teleferica a mano che copriva un dislivello di 2800 metri. Nel corso della prima guerra mondiale 1914-1918 la capanna Vioz venne adibita a base militare Imperiale dell'esercito Austro-ungarico. A guerra finita, precisamente nel 1921,  venne assegnata alla SAT. Nel 1971 avvenne il primo intervento di rinnovo tramite la copertura della struttura con lamiera zincata. Tra il 1988 ed il 1992 avvenne invece la completa ristrutturazione del rifugio, realizzata in legno lamellare ricoperto di lastre di rame che, unitamente alla particolare forma, rendono la nuova struttura molto resistente ai forti venti di quota. Il progetto è stato realizzato con la priorità di ridurre al massimo l'impatto ambientale.
A partire dal 2024 il rifugio è stato inserito nella rete dei Rifugi montani sentinelle del clima e dell’ambiente, progetto nato dalla sinergia CAI-CNR.
Di fianco al rifugio, tra il 1947 e il 1948, venne costruita una chiesetta, a perenne ricordo delle vittime delle guerra. Tale struttura risulta essere tutt'oggi la chiesa in muratura più alta d'Europa. Il comitato promotore era presieduto da Quirino Bezzi, allora presidente delle sezioni S.A.T. dell'Alta Val di Sole e poi, dal 1950 al 1952, gestore del rifugio.  La chiesetta venne dedicata alla Vergine Immacolata e a San Bernardo di Mentone, patrono di alpinisti e scalatori, e fu benedetta l'8 agosto del 1948.

## Traversate
- al rifugio Larcher 2.608 m, ore 8-10
- ai rifugi Gianni Casati 3.269 m., e Pizzini Frattola 2.607 m, ore 8-10
- al Colle degli Orsi 3.304 m presso il bivacco Meneghello 3.340 m, ore 5-6
- al rifugio Cesare Branca 2.487 m, ore 3-4

## Galleria d'immagini

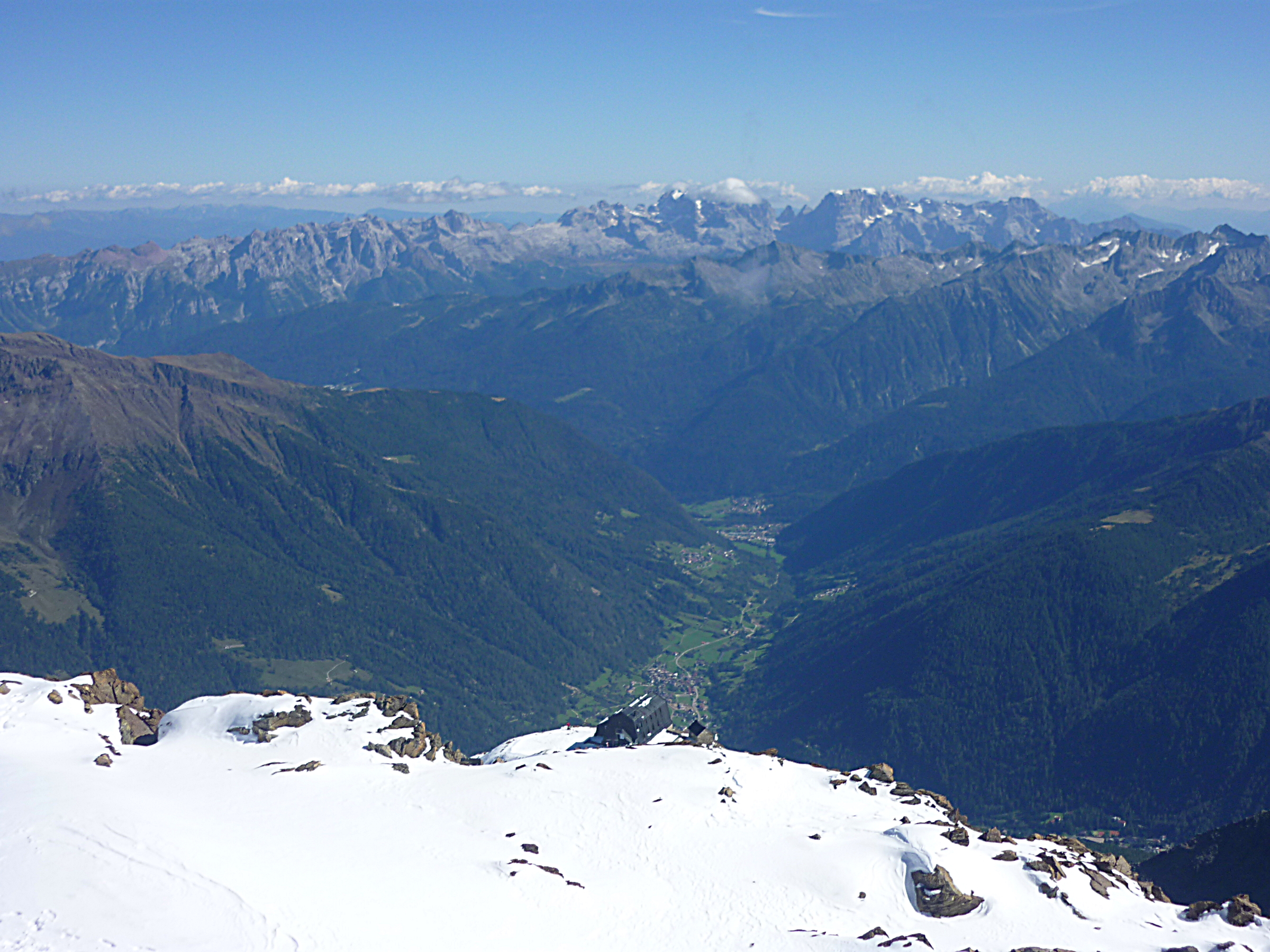
Il rifugio visto dalla cima del Vioz. Sullo sfondo la Val di Peio.
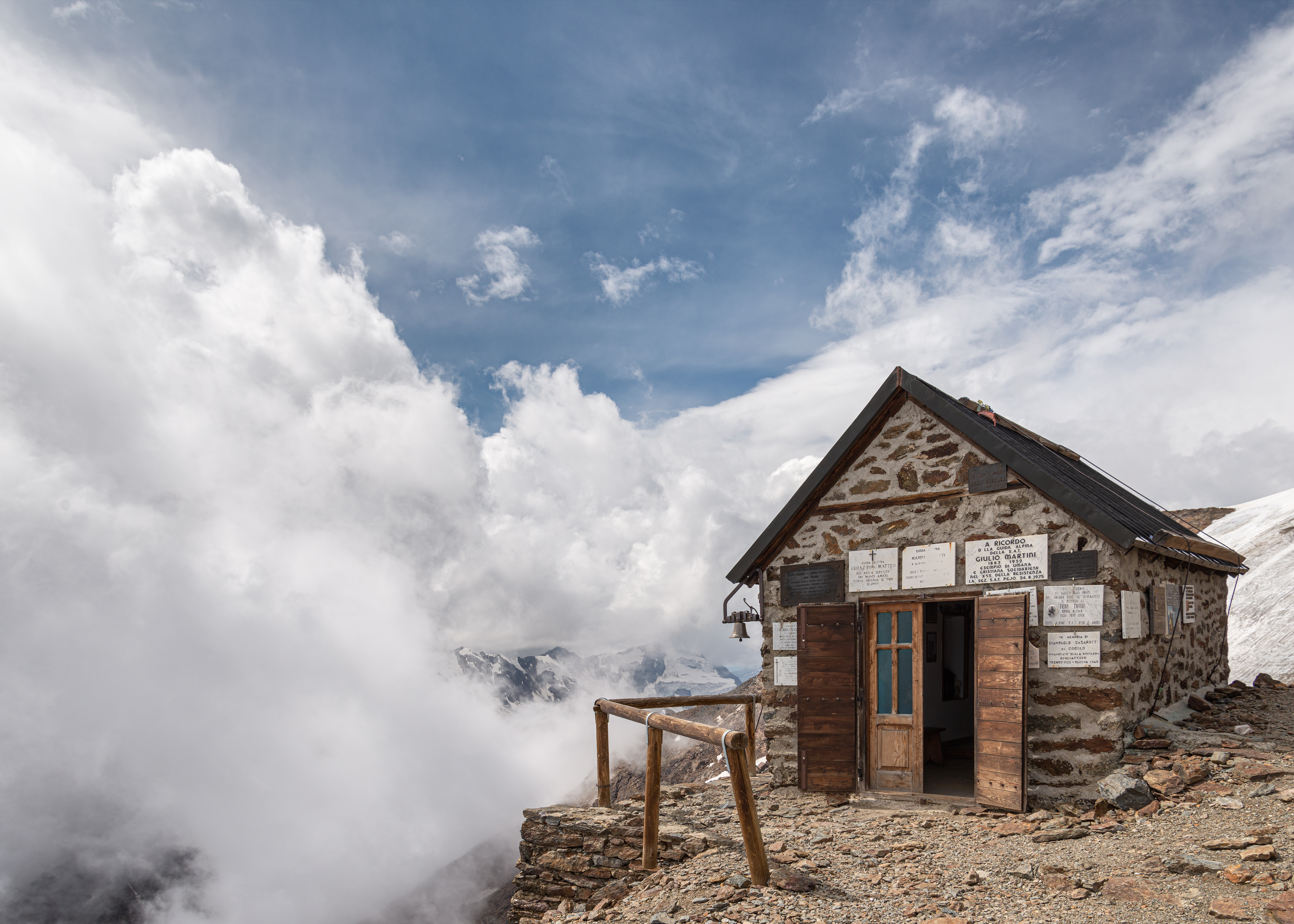
La chiesetta in muratura più alta d'Europa.